# Murfreesboro (Arkansas)
Murfreesboro es una ciudad ubicada en el condado de Pike en el estado estadounidense de Arkansas. En el Censo de 2010 tenía una población de 1641 habitantes y una densidad poblacional de 323,1 personas por km².

## Geografía
Murfreesboro se encuentra ubicada en las coordenadas 34°3′51″N 93°41′26″O / 34.06417, -93.69056. Según la Oficina del Censo de los Estados Unidos, Murfreesboro tiene una superficie total de 5.08 km², de la cual 5.07 km² corresponden a tierra firme y (0.25%) 0.01 km² es agua.

## Demografía
Según el censo de 2010, había 1641 personas residiendo en Murfreesboro. La densidad de población era de 323,1 hab./km². De los 1641 habitantes, Murfreesboro estaba compuesto por el 88.73% blancos, el 7.62% eran afroamericanos, el 0.37% eran amerindios, el 0.43% eran asiáticos, el 0% eran isleños del Pacífico, el 0.79% eran de otras razas y el 2.07% pertenecían a dos o más razas. Del total de la población el 1.77% eran hispanos o latinos de cualquier raza.